# Glitter Force
Glitter Force, im Original auch als Smile PreCure! (jap. スマイルプリキュア!, Sumairu PuriKyua!, dt. „Lächeln PreCure!“) bekannt, ist der Titel der neunten Anime-Fernsehserie aus dem Jahr 2012 des Franchises Pretty Cure, das dem Magical-Girl-Genre zuzuordnen ist.

## Handlung
Das Jubelland (jap. メルヘンランド, Meruhenrando für dt. Märchenland), ein Königreich das von verschiedenen Märchenfiguren bevölkert ist, wird von Nogo (ピエーロ, Piēro [= Pierrot]), dem Kaiser des Schattenreichs (バッドエンド王国, Baddo Endo [= Bad End] ōkoku, dt. „schlechtes-Ende-Königreich“) bedroht. Der Herrscherin des Jubellandes, Königin Euphoria (ロイヤルクイーン, Roiyaru Kuīn [= Royal Queen]), gelingt es zwar mit letzter Kraft diesen zu versiegeln, jedoch machen sich dessen Untergebene auf diesen mit Hilfe der negativen Energie der Menschen wiederzuerwecken. Die Königin beauftragt daher die Fee Candy fünf Kriegerinnen, Glitter Force (Pretty Cure), zu finden, die die Wiedererweckung Nogos verhindern sollen. Diese fünf sind die Mädchen Emily Anderson (Miyuki Hoshizora), Kelsey Ace (Akane Hino), Lily Parker (Yayoi Kise), April Swanson (Nao Midorikawa) und Chloe Rose (Reika Aoki).

## Personen
Glitter Force, im Japanischen Pretty Cure bzw. kurz Precure, sind die Kämpferinnen, die die Erde verteidigen. Um sich zu verwandeln, benutzen sie ein magisches Gerät in Form einer Puderdose namens Glitter-Pakt (スマイルパクト, Sumairu Pakuto [= Smile Pact]) und sagen die Zauberworte Glitter Force Makeover! (プリキュア、スマイルチャージ！, PuriKyua, Sumairu Chāji! [= Pretty Cure, Smile Charge!]).
Emily Anderson / Glitter Pink (星空 みゆき / キュアハッピー, Hoshizora Miyuki / Kyua Happī = Cure Happy)
Emily/Miyuki ist in der zweiten Klasse der Nanairogaoka-Mittelschule. Sie liebt Bilderbücher und fand eines Tages ein geheimnisvolles Bilderbuch, wodurch sie auf Candy traf. Sie stellt sich bei jedem Kampf nach ihrer Verwandlung in Glitter Pink/Cure Happy im Japanischen mit „Glitzernd, glänzend, Licht der Zukunft! Cure Happy!“ (キラキラ輝く未来の光！キュアハッピー！, Kirakira kagayaku mirai no hikari! Kyua Happī!) vor, da sie das Licht kontrollieren kann, aber auch sehr hoch springen kann. Ihre Kennfarbe ist Pink.
Kelsey Ace / Glitter Rot (日野 あかね / キュアサニー, Hino Akane / Kyua Sanī = Cure Sunny)
Kelsey/Akane ist Emilys/Miyukis Klassenkameradin und spielt Volleyball. Wenn sie sich in Glitter Rot/Cure Sunny verwandelt, sagt sie im Original „Sonnengleißend, heißblütige Kraft! Cure Sunny!“ (太陽サンサン熱血パワー！キュアサニー！, Taiyō sansan nekketsu pawā! Kyua Sanī!), da sie das Feuer kontrollieren kann und extreme Stärke erlangt. Ihre Themenfarben sind Orange und Rot.
Lily Parker / Glitter Gelb (黄瀬 やよい / キュアピース, Kise Yayoi / Kyua Pīsu = Cure Peace)
Lily/Yayoi ist ebenfalls Emilys/Miyukis Klassenkameradin, zeichnet gerne Mangas und ist ein Fan von Superhelden. Obwohl sie schüchtern (insbesondere ihr Hobby betreffend) und etwas weinerlich ist, ist sie jedoch auch sehr willensstark. Wenn sie sich verwandelt, sagt sie im Original „Funkelnd, glänzend, Stein-Schere-Papier! Cure Peace!“ (ピカピカぴかりんじゃんけんポン♪ キュアピース！, Pikapika pikarin jankenpon♪ Kyua Pīsu!) und beherrscht die Elektrizität. Ihre Kennfarbe ist Gelb.
April Swanson / Glitter Grün (緑川 なお / キュアマーチ, Midorikawa Nao / Kyua Māchi = Cure March)
April/Nao, eine weitere Klassenkameradin, ist im Mädchen-Fußball-Klub der Schule. Sie ist mit ihren Worten geradeheraus, hat einen starken Gerechtigkeitssinn, hat kein Interesse an mädchenhaften Dingen, hat jedoch Angst vor Insekten und Geistern. Wenn sie sich verwandelt sagt sie im Original „Vollen Mutes, direkter Sieg! Cure March!“ (勇気リンリン直球勝負！キュアマーチ！, Yūki rinrin chokkyū shōbū! Kyua Māchi!), wobei sie über den Wind gebietet, der ihre extreme Schnelligkeit gibt. Ihre Kennfarbe ist Grün.
Chloe Rose / Glitter Blau (青木 れいか / キュアビューティ, Aoki Reika / Cure Byūtī = Cure Beauty)
Chloe/Reika ist die stellvertretende Vorsitzende der Schülerversammlung und Mitglied des Kyūdō-Klubs. Sie hat ein ernstes, elegantes und freundliches Wesen, was jedoch ins Furchteinflössende umkippt wenn ihre Geduld überstrapaziert wird. Wenn sie sich verwandelt sagt sie im Original „Ein reines Herz, wie unerschöpflich fallender und auftürmender Schnee! Cure Beauty!“ (しんしんと降り積もる清き心！キュアビューティ！, Shinshin to furitsumoru kiyoki kokoro! Kyua Byūti!), da sie mit Eis kämpft, aber auch schnelle Reflexe erhält. Ihre Kennfarbe ist Blau.

## Veröffentlichung und Entstehung
Der Titel und das Thema der Handlung sind geprägt von den Ereignissen im Vorjahr (Tōhoku-Erdbeben und Nuklearkatastrophe), mit dem Ziel den jüngeren Zuschauern wieder eine positive Perspektive aufzuzeigen.
Mit der Besetzung von Protagonistinnen kehrte die Reihe wieder zum Aufbau von Yes! PreCure 5 bzw. Yes! PreCure 5 GoGo! von 2007/8 zurück.

### Anime

#### Fernsehserie
Smile PreCure! wurde wie seine Vorgänger von Toei Animation angefertigt. Regie führte Takashi Ōtsuka, der bereits seit dem ersten Teil, Pretty Cure in der (stellvertretenden) Animationsregie bzw. tätig war, und bei den „Pretty Cure All Stars“-Kinofilmen Regie führte, wobei diesen Posten jedoch bei Smile PreCure! erstmals mit einer Fernsehserie innehatte.
Die 48 Folgen wurden vom 5. Februar 2012 bis 27. Januar 2013 auf TV Asahis Network ANN ausgestrahlt, das landesweit 23 Sender umfasst, wobei das zugehörige ABC die Serie mitproduzierte. Vom 11. Februar 2012 bis 2. Februar 2013 erfolgte ebenfalls eine Ausstrahlung auf San’in Hōsō, das zum Japan News Network gehört. Die Folgen wurden zudem auf 16 DVDs und Blu-rays  veröffentlicht.
Die Hintergrundmusik zur Serie stammt von Yasuharu Takanashi. Als Vorspanntitel wurde Let’s go! Smile PreCure! (Let’s go! スマイルプリキュア!), gesungen von Aya Ikeda, verwendet. Im Abspann wurde bis einschließlich Folge 24 Yeah! Yeah! Yeah! (イェイ! イェイ! イェイ!) und danach Mankai Smile (満開＊スマイル!) genutzt, jeweils gesungen von Hitomi Yoshida.
Die Video-on-Demand-Plattform Netflix bot die Serie international ab dem 18. Dezember 2015 als Online-Stream anbieten. Das Unternehmen sublizenzierte dabei eine für den US-amerikanischen Markt veränderte Fassung von Saban Brands. Die Serie wurde in diesem Zuge in Glitter Force umbenannt, die verschiedenen Figuren erhielten neue Namen, die Musik wurde geändert und statt 48 Folgen werden nur 40 gezeigt (wobei die japanischen Folgen 10, 17, 19, 26, 27, 33, 34 und 36 übersprungen wurden).
Die Serie wurde am 9. November 2024 weltweit von Netflix entfernt.

##### Synchronisation
| Rollenname (jp./dt.)                                        | Japanischer Sprecher (Seiyū) | Deutscher Sprecher                                      |
| ----------------------------------------------------------- | ---------------------------- | ------------------------------------------------------- |
| Miyuki Hoshizora / Emily Anderson Cure Happy / Glitter Pink | Misato Fukuen                | Katharina von Daake                                     |
| Akane Hino / Kelsey Ace Cure Sunny / Glitter Rot            | Asami Tano                   | Amira Leisner                                           |
| Yayoi Kise / Lily Parker Cure Peace / Glitter Gelb          | Hisako Kanemoto              | Lisa Dzyadyk                                            |
| Nao Midorikawa / April Swanson Cure March / Glitter Grün    | Marina Inoue                 | Nicole Hise                                             |
| Reika Aoki / Chloe Rose Cure Beauty / Glitter Blau          | Chinami Nishimura            | Maren Borrmann                                          |
| Candy                                                       | Ikue Ootani                  | Mandy Müller (1. Stimme) Moira May (2. Stimme)          |
| Pop                                                         | Daisuke Sakaguchi            | Jan Langer                                              |
| Wolfrun / Ulric                                             | Tomoyuki Shimura             | Thomas Petruo                                           |
| Akaoni / Brutus                                             | Hiroshi Iwasaki              | Tobias Rademacher (1. Stimme) Walter Wigand (2. Stimme) |
| Majorina / Bruja                                            | Miina Tominaga               | Emily Schubert (1. Stimme) Franciska Friede (2. Stimme) |
| Joker / Rascal                                              | Yuuji Mitsuya                | Alessandro Alioto                                       |
| Akanbee / Buffoon                                           | Hiroo Sasaki                 | Brendan McMahon (1. Stimme) Erik Wildfang (2. Stimme)   |

Die Staffel 1 (Episode 01-20) wurde bei German Dubbing Company synchronisiert. Das Synchronbuch schrieb Erik Wildfang, der zusammen mit Franziska Treutler auch Regie führte. Für die zweite Staffel (Episode 21-40) wurde CSC Studio beauftragt. Das Synchronbuch schrieben Leon Venti, Lucas Wecker, Nicole Hise, Enrico Alberts und Moira May, die Synchronregie lag bei Lucas Wecker. Durch Wechsel des Synchronstudios wurden viele Rollen neu besetzt.

#### Kinofilm
Am 27. Oktober 2012 kam mit Smile PreCure!: Ehon no Naka wa Minna Chiguhagu! (映画 スマイルプリキュア! 絵本の中はみんなチグハグ!) ein Film unter der Regie von Narumi Kuroda in die japanischen Kinos.

### Manga
In Kōdanshas Mädchen-Manga-Magazin Nakayoshi erschien von Ausgabe 3/2012 (3. Februar 2012) bis 2/2013 (28. Dezember 2012) eine von Futago Kamikita gezeichnete Manga-Adaption. Die 13 Kapitel wurden auch am 8. August 2012 (ISBN 978-4-06-389690-9) und am 1. März 2013 (ISBN 978-4-06-389741-8) in zwei Sammelbänden (Tankōbon) zusammengefasst.

### Computerspiel
Für das Nintendo DS erschien mit Smile PreCure! Let’s Go! Märchen World (スマイルプリキュア! レッツゴー! メルヘンワールド!, Sumairu PuriKyua! Rettsu Gō! Meruhen Wārudo!) am 2. August 2012 ein Minispiel von Bandai Namco Games.